# Cavitazione

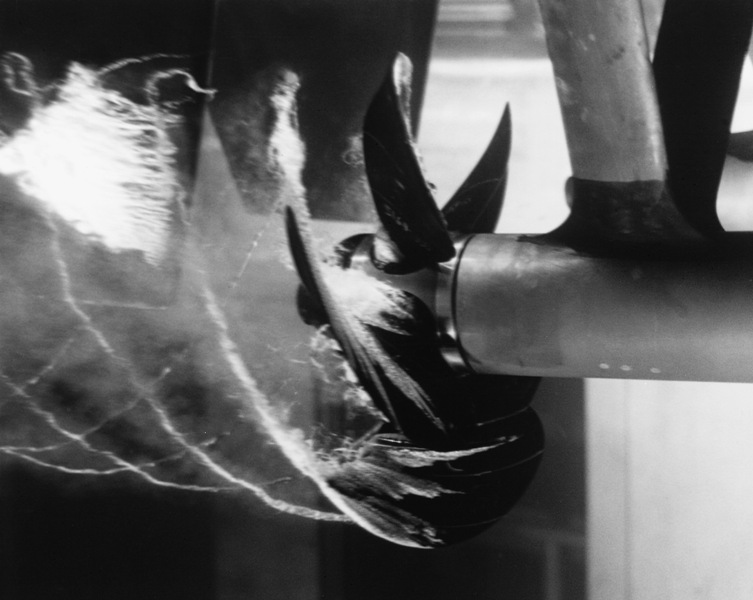
Studio del fenomeno della cavitazione in un tunnel ad acqua

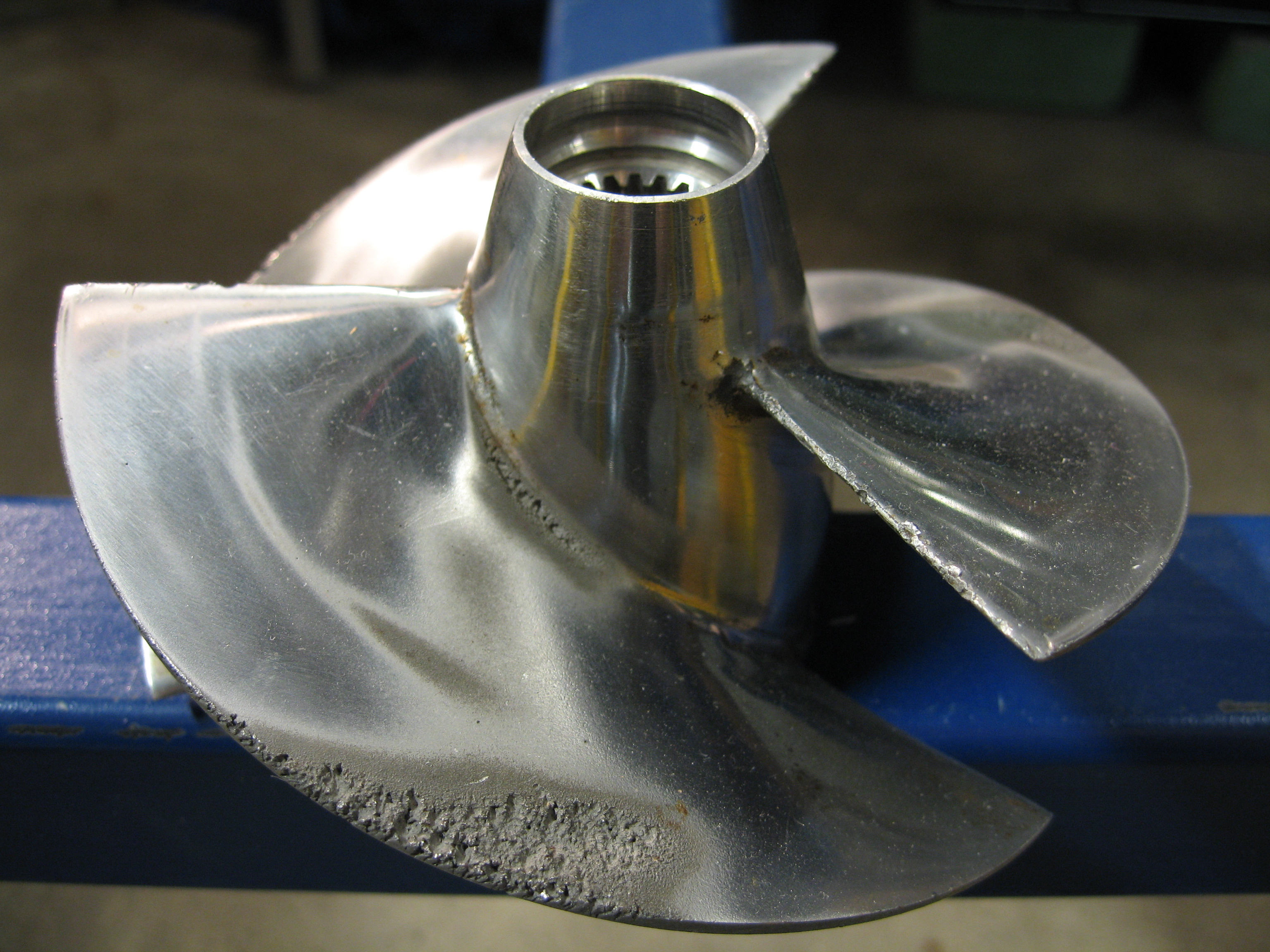
Elica con danni provocati dalla cavitazione, in particolare in vicinanza del bordo, dove la velocità del flusso sulla lama è massima

La cavitazione è un fenomeno consistente nella formazione di zone di vapore all'interno di un fluido che poi implodono producendo un rumore caratteristico. Ciò avviene a causa dell'abbassamento locale di pressione, la quale raggiunge la tensione di vapore del liquido, il quale subisce così un cambiamento di fase a gas, formando bolle (cavità) contenenti vapore.
La dinamica del processo è simile a quella dell'ebollizione. La principale differenza tra cavitazione ed ebollizione è che nell'ebollizione, a causa dell'aumento di temperatura, la tensione di vapore sale fino a superare la pressione del liquido, creando quindi una bolla meccanicamente stabile, perché piena di vapore alla stessa pressione del liquido circostante; nella cavitazione, invece, è la pressione del liquido a scendere improvvisamente, mentre la temperatura e la tensione di vapore restano costanti. Per questo motivo la "bolla" da cavitazione resiste solo finché non esce dalla zona di bassa pressione idrostatica; appena ritorna in una zona del fluido in quiete, la pressione di vapore non è sufficiente a contrastare la pressione idrostatica e la bolla da cavitazione implode immediatamente. La temperatura raggiunta all'interno di una bolla di cavitazione può essere molto elevata, tale da poter generare il fenomeno della sonoluminscenza, ma per lungo tempo è risultata difficile da misurare. Delle stime spettroscopiche valutano la temperatura che può essere raggiunta come simile (se non superiore) a quella della fotosfera solare (la parte più fredda del sole).
Il fenomeno può avvenire sulle eliche delle navi, nelle pompe, nelle turbine idrauliche Francis e Kaplan e nel sistema vascolare delle piante. Affinché la cavitazione possa manifestarsi, occorre un substrato che agisca da centro di nucleazione: può essere la superficie di un contenitore, impurità presenti nel liquido oppure altre irregolarità. La temperatura ha una notevole influenza sulla cavitazione, poiché altera la tensione di vapore. Se la temperatura aumenta, la maggiore tensione di vapore facilita la cavitazione. Si conviene usualmente di considerare una macchina idraulica in fase di cavitazione quando o la portata, o la prevalenza, o la potenza generata diminuiscono di più del 3% rispetto a condizioni analoghe in assenza di cavitazione. La cavitazione può essere utilizzata anche come strumento di pulizia. La sua capacità attrattiva permette una pulizia per asportazione che viene usata non solo in ambito militare, ma anche in ambito medico, con l'impiego di micro pulizie e chirurgia. Ultimamente è stata utilizzata per la pulizia di grandi superfici come quelle delle navi, soprattutto dalla marina militare statunitense.
La cavitazione è stata proposta come una spiegazione dello schiocco delle articolazioni (dita, polsi, ecc.). Queste infatti sono tenute assieme da tessuti connettivi e legamenti. Nel nostro corpo sono presenti articolazioni sinoviali, circondate dal liquido sinoviale. Quando si piega o allunga il dito per far scrocchiare la nocca, si causa la separazione dell'articolazione, di conseguenza anche il tessuto connettivo che la circonda è tirato. Sollecitando questo rivestimento, il volume aumenta con un conseguente calo di pressione che coinvolge anche il liquido sinoviale, facendo diminuire la solubilità dei gas disciolti in esso, che quindi formano delle bolle attraverso il processo di cavitazione. Quando l'articolazione è distaccata abbastanza, la pressione si abbassa a tal punto da far collassare le bolle producendo il caratteristico suono. Ci vogliono dai 25 ai 30 minuti per far ridissolvere i gas nel fluido. Durante questo periodo le articolazioni non scrocchieranno, dopodiché la cavitazione sarà ancora possibile.

## Problemi dovuti alla cavitazione

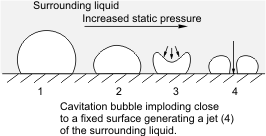
Schema della creazione di microgetto, mano a mano che la pressione aumenta la bolla si riduce di dimensione e si deforma. Nel punto quattro la bolla si divide in due bolle più piccole e il liquido colpisce violentemente la parete

In genere la cavitazione è un fenomeno indesiderato e fonte di problemi. In dispositivi come pompe ed eliche, la cavitazione provoca perdita di efficienza, emissione di rumore e danneggiamento dei componenti.
Il collasso delle bolle da cavitazione infatti genera una grande quantità di rumore e un urto intenso: può danneggiare pressoché qualunque materiale scavandovi dei fori. Se si verifica spesso, questo fenomeno può ridurre la durata di eliche e giranti di pompe. Infine la cavitazione è causa di attrito e turbolenza nel liquido, il che comporta un ulteriore calo di efficienza.
Il collasso delle bolle provoca onde di shock, ossia onde di pressione che possono essere estremamente intense; inoltre, se l'implosione avviene vicino ad una parete solida, essa genera un microgetto liquido (impinging jet) che erode il materiale costituente la parete e forma quelli che vengono chiamati pits erosivi.

## Eliche e pompe

### Cavitazione in aspirazione

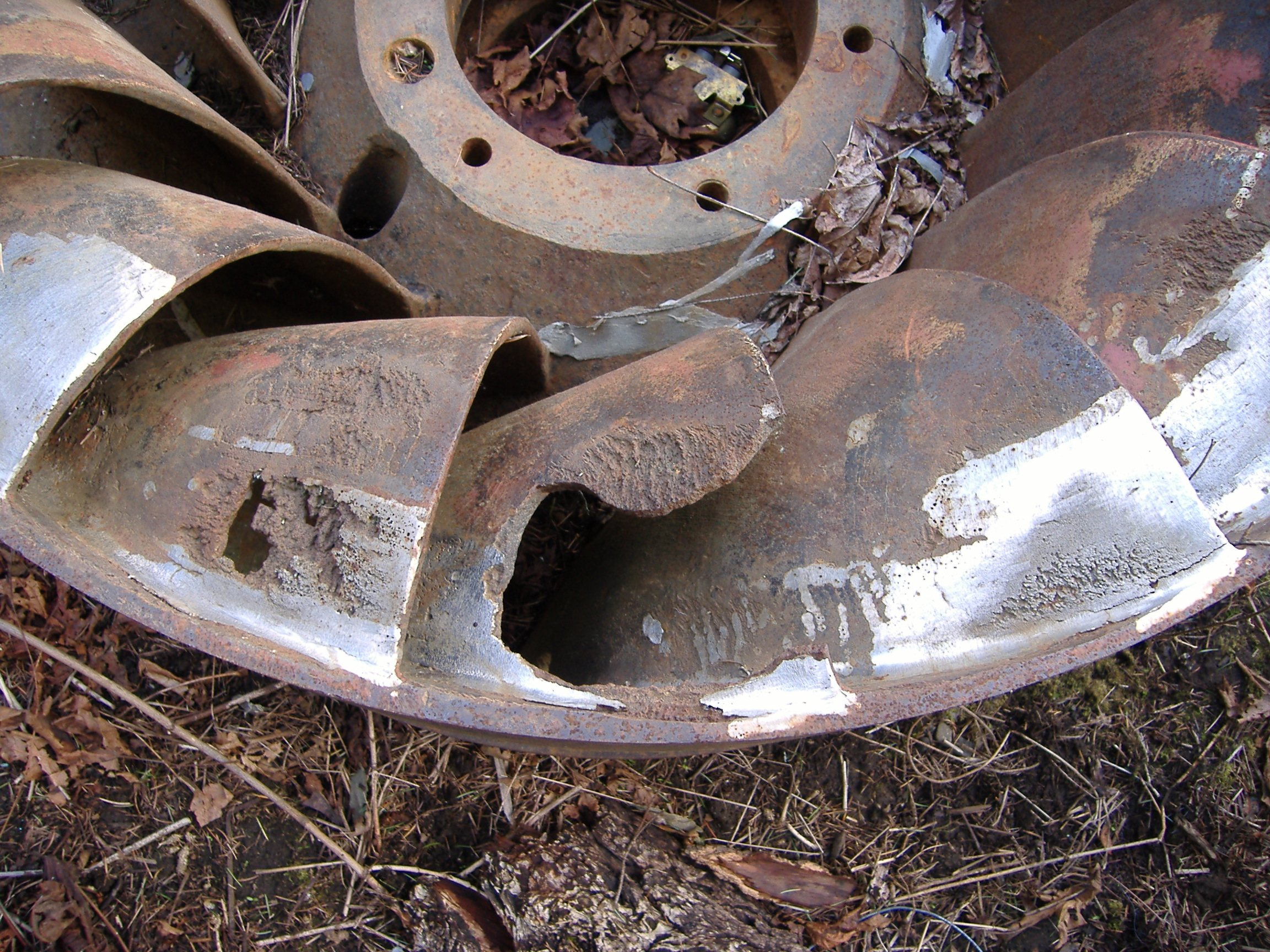
Danneggiamento dovuto alla cavitazione in una Turbina Francis

La cavitazione in aspirazione si ha quando la pompa aspira liquido in condizioni di bassa pressione, e si ha la formazione di vapore nella parte di ingresso della pompa. Le bolle di vapore attraversano la girante, e quando giungono nella sezione di uscita, l'alta pressione qui presente ne causa la violenta implosione, che crea il caratteristico rumore, come se la pompa stesse facendo passare della ghiaia. Ciò comporta una consistente erosione della pompa sia in aspirazione che in mandata, con conseguente diminuzione delle caratteristiche idrauliche. La tendenza di una pompa (o altro dispositivo) alla cavitazione è espresso dal concetto di NPSH (Net Positive Suction Head), in genere espresso in metri (sistema tecnico). In particolare l'NPSH(r) (acronimo per NPSH required) è caratteristico della pompa ed esprime il patrimonio energetico del fluido richiesto per l'attraversamento della porzione della pompa compresa tra la flangia di aspirazione e la prima girante (perdite di carico, energia cinetica, eventuale dislivello). L'NPSH(a) (acronimo per NPSH available), strettamente legato al circuito, esprime il patrimonio energetico del fluido al livello della flangia di aspirazione, decurtato della quantità Psat(T)/γ. Per assicurare il funzionamento in assenza di cavitazione si dovrà avere che NPSH(a) > NPSH(r).
La tendenza alla cavitazione di una pompa, sostanzialmente, è correlabile ai seguenti fattori:
- Alta prevalenza;
- Forti perdite di carico idraulico a monte della pompa, ossia in aspirazione;
- Differenza di quota tra pompa e serbatoio;
- Alto valore della tensione di vapore del liquido aspirato.

### Cavitazione di scarico
La cavitazione di scarico si manifesta quando la pressione di uscita della pompa è molto alta. Normalmente si verifica quando la pompa sta lavorando a meno del 10% delle sue condizioni di massima efficienza.
A causa della pressione elevata sull'uscita, la maggior parte del liquido ricircola nella pompa ed è costretto a passare ad alta velocità nello spazio tra la girante e lo statore. L'alta velocità induce la formazione di vuoto (per effetto Venturi) e la conseguente formazione delle sacche di vapore. Una pompa funzionante in queste condizioni è soggetta a rapida usura della girante e dello statore. Inoltre le condizioni di alta pressione favoriscono l'usura dei cuscinetti e delle guarnizioni. In condizioni estreme si può avere la rottura dell'albero.

## La cavitazione nei motori diesel

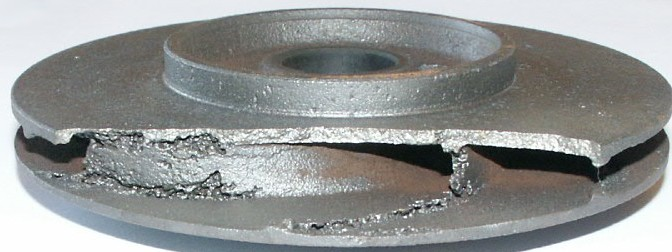
Evidente danneggiamento della girante di pompa centrifuga dovuto alla cavitazione

Alcuni motori diesel più grandi soffrono dalla cavitazione a causa dell'alta compressione e delle pareti troppo sottili del cilindro.
Le vibrazioni della parete del cilindro inducono un alternarsi di alta e bassa pressione nel liquido refrigerante contro la parete del cilindro.
Il risultato è la formazione di "pits erosivi" sulla parete del cilindro che finisce per lasciare filtrare il refrigerante nel cilindro e i gas di combustione nel refrigerante.
È possibile prevenire il fenomeno con additivi chimici nel liquido di raffreddamento che formino uno strato di protezione sulla parete del cilindro. Questo strato protettivo sarà esposto anch'esso al fenomeno della cavitazione, ma si ricostituirà rapidamente.

## Sistema vascolare delle piante
La cavitazione può presentarsi nello xilema delle piante vascolari quando la depressione dell'acqua è tale che l'aria dissolta in essa si separa e si espande fino ad occupare la cellula che costituisce il vaso o la trachea.
Le piante sono in genere in grado di ripristinare lo xilema interrotto, per esempio con l'aumento della pressione prodotta dalle radici, ma per alcune, come la vite, il danno può essere fatale.
In alcuni alberi il rumore prodotto dalla cavitazione può essere udito.

## Applicazioni della cavitazione

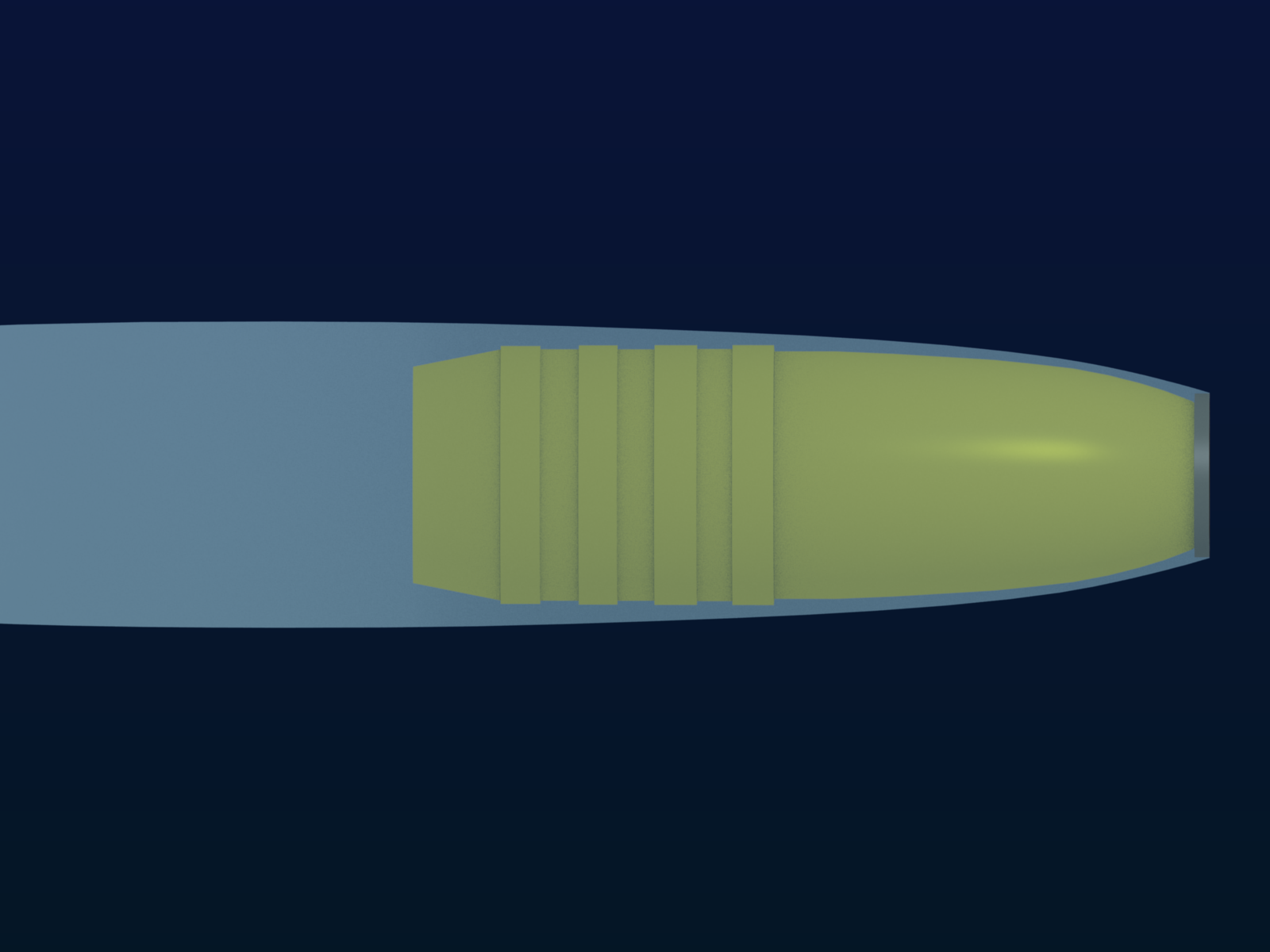
Schema di un penetratore a supercavitazione

Ci sono casi in cui la cavitazione può essere sfruttata. Per esempio i siluri a supercavitazione usati in ambito militare si avvolgono in una grande cavità prodotta per cavitazione. In questo modo viene eliminato il contatto con l'acqua e il siluro può viaggiare a velocità molto elevate, anche supersoniche (anche se sulla possibilità di superare la velocità del suono in acqua, 5300 km/h, non si hanno documentazioni certe). Tra i siluri che utilizzano la supercavitazione uno dei più noti è il russo VA-111 Shkval.
La cavitazione ha un uso pratico nei sistemi di lavaggio ad ultrasuoni, per gioielli, parti di orologi ed altri piccoli oggetti. In questo caso le implosioni delle bolle agiscono pulendo le superfici. All'interno dei tessuti biologici (corpo umano) il fenomeno, che produce la rottura di deboli legami intermolecolari, porta alla formazione di radicali liberi; comunque la cavitazione è impiegata, in campo medico, con frequenze di onde sonore, comprese fra 1 e 16 MHz, per l'effetto termico che riescono a produrre. In sonochimica costituisce un importante fenomeno energetico che promuove reazioni chimiche. Da alcuni anni (2002) la cavitazione viene impiegata anche nella medicina estetica, e attraverso delle apparecchiature apposite, pare sia utile nell'eliminare o ridurre le adiposità (liposuzione non chirurgica) tecnica intralipoclasica non cruenta.

## Biologia
Il gambero pistola usa un artiglio specializzato per generare un effetto di cavitazione, che gli permette di uccidere piccoli pesci.

## Cavitazione nella fantascienza
In Star Trek: Il film, la cavitazione è un difetto della propulsione a curvatura che porta alla deformazione delle onde e alla instabilità dei campi di integrità strutturale, e quindi alla distruzione della nave stellare se il processo non viene interrotto.
Nella serie TV Star Trek: Voyager la cavitazione è la propulsione prodotta dalla modifica del nucleo e delle due bobine di curvatura (vedi Gondola di curvatura) studiata per consentire alla nave stellare USS Voyager di raggiungere la Terra in un tempo molto più breve; questa propulsione è resa instabile dalla grande massa dell'incrociatore leggero di classe Intrepid quale la USS Voyager. Tale propulsione fu montata con successo, ma per un breve periodo, sulla navetta Delta Flyer.

## Tunnel per lo studio della cavitazione

### Italia
- Canale di Circolazione, Istituto Nazionale per Studi ed Esperienze di Architettura Navale (CNR-INSEAN), Roma[15]
- Tunnel di Cavitazione, Centro Esperienze Idrodinamiche Marina Militare (CEIMM), Roma[16]
- Tunnel di Cavitazione, Dipartimento di Ingegneria Navale, Elettrica, Elettronica e delle Telecomunicazioni - DITEN, Università degli Studi di Genova
- Cavitating Pump Rotordynamic Test Facility, ALTA S.p.A., Pisa[17]

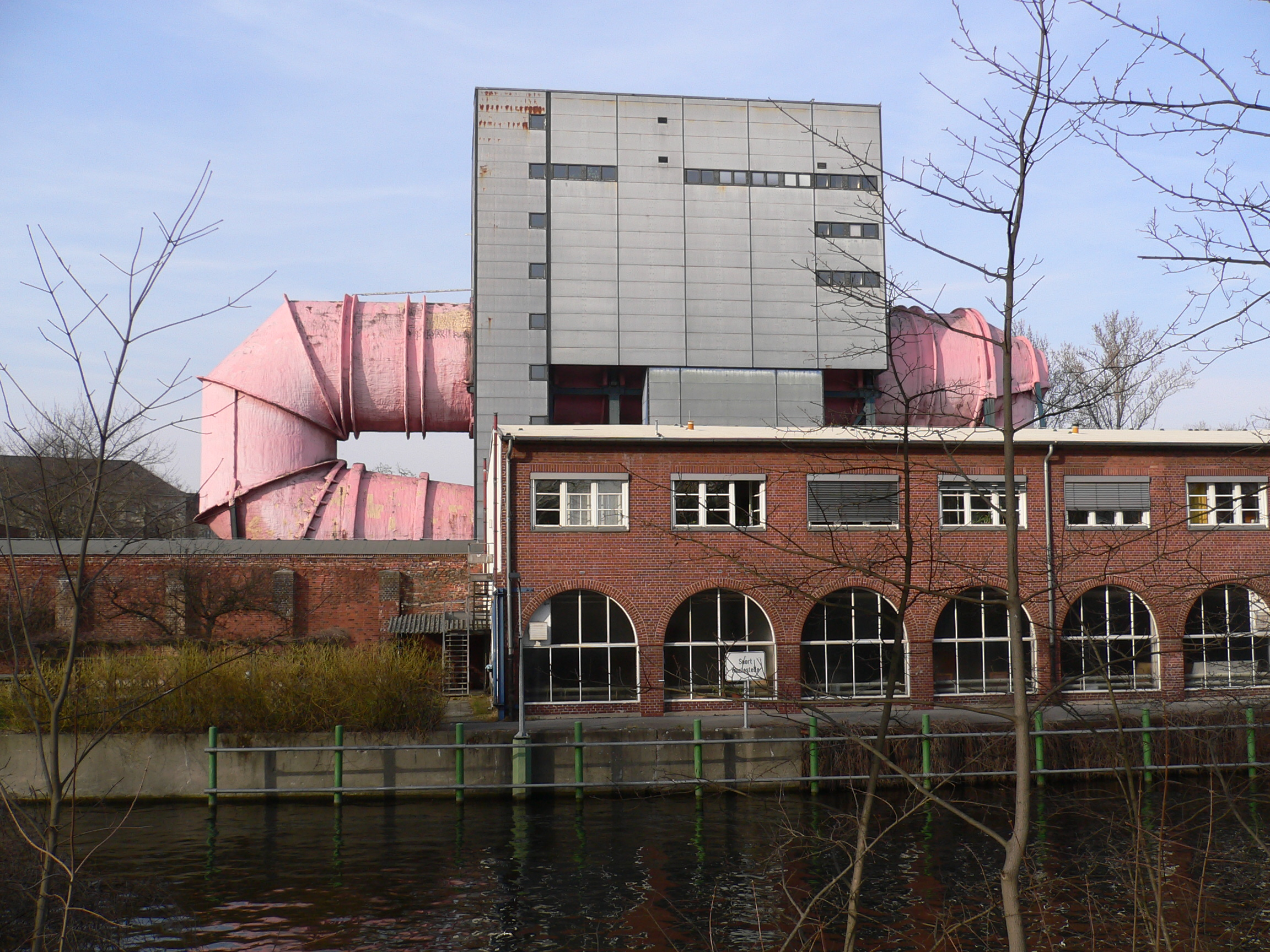
Tunnel per lo studio della cavitazione per mezzi navali a Berlino

### Francia
- Tunnel de Cavitation, Ecole Navale, Lanvéoc[18]
- Grand Tunnel Hydrodynamique, Bassin d'Essais des Carènes, Val de Reuil[19]

### Norvegia
- Cavitation Lab, The Norwegian University of Science and Technology (NTNU), Trondheim[20]

### Svezia
- Statens Skepps Provings Anstalt (SSPA)[21]

### Stati Uniti d'America
- The Garfield Thomas Water Tunnel, The Pennsylvania State University, State College, PA[22]
- The William B. Morgan Large Cavitation Channel, Memphis (Tennessee)[23]
- MIT's variable pressure water tunnel[24]

### Regno Unito
- Emerson Cavitation Tunnel, University of Newcastle upon Tyne[25]

### Corea del Sud
- Samsung Ship Model Basin (SSMB), Samsung Heavy Industries, Daejeon[26]